# Internationale Konföderation der Arbeiter*innen
Die Internationale Konföderation der Arbeiter*innen (IKA) (englisch International Confederation of Labor, ICL) ist ein weltweiter Zusammenschluss anarcho-syndikalistischer bzw. revolutionär-syndikalistischer Gewerkschaften.

## Geschichte
Die IKA wurde am 13. Mai 2018 in Parma (Italien) gegründet, nachdem die Gewerkschaften Confederación Nacional del Trabajo (CNT), Freie Arbeiterinnen- und Arbeiter-Union (FAU) und Unione Sindacale Italiana (USI) 2016 aus der Internationalen ArbeiterInnen-Assoziation (IAA) ausgeschlossen wurden. Grund des Ausschlusses war eine Kritik der IAA und eine gewünschte organisatorische Neuorientierung. Neben diesen drei Organisationen gehören zu den Gründungsmitgliedern die ESE (Griechenland), FORA (Argentinien), IP (Polen) und IWW (USA und Kanada). Zusätzlich nahmen als Beobachter am Kongress Delegierte fünf anderer Basisgewerkschaften teil.

## Schwerpunkt
Die IKA legt ihren Schwerpunkt auf die Vernetzung ihrer Mitglieder und den Wissensaustausch. Zu diesem Zweck finden wiederholt Treffen an verschiedenen Orten statt.

## Mitgliedsorganisationen
| Staat                  | Organisation                                                             | Status     | Abkürzung |
| ---------------------- | ------------------------------------------------------------------------ | ---------- | --------- |
| Spanien                | Confederación Nacional del Trabajo                                       | Mitglied   | CNT       |
| Italien                | Unione Sindacale Italiana                                                | Mitglied   | USI       |
| USA & Kanada           | Industrial Workers of the World                                          | Mitglied   | IWW       |
| Griechenland           | Eλευθεριακή Συνδικαλιστική Ενωση                                         | Mitglied   | ESE       |
| Argentinien            | Federación Obrera Regional Argentina                                     | Mitglied   | FORA      |
| Polen                  | Inicjatywa Pracownicza                                                   | Mitglied   | IP        |
| Deutschland            | Freie Arbeiter*innen-Union                                               | Mitglied   | FAU       |
| Frankreich             | Confédération National du Travail                                        | Beobachter | CNT-F     |
| Brasilien              | Federação das Organizações Sindicalistas Revolucionárias do Brasil (FOB) | Beobachter | FOB       |
| Niederlande & Belgien  | Vrije Bond                                                               | Beobachter | VB        |
| Deutschland            | Gefangenen Gewerkschaft / Bundesweite Organisation                       | Beobachter | GG/BO     |
| Vereinigtes Königreich | United Voices of the World                                               | Beobachter | UVW       |